# 不动之动者
不动之动者（羅馬化：ho ou kinoúmenon kineî，直译：动而不动的东西 ，或称原始推动者（拉丁語：primum movens）、第一自存因 、宇宙内所有運動的推动者 、第一推动力）是亚里士多德提出的一个概念，用以指代第一个因果关系的原因，或者说是第一个没有原因的原因。正如名称中隐含的那样，不动之动者可以在本身不被任何此前的动作所影响的前提下，移动其他事物。在亚里士多德形而上学理论的第十二本书（希臘語：Λ）中，他将不动之动者描述为完美的，不可分割的，并只进行完美的默觀。他将这个概念等同于主动智力。亚里士多德提出的这一概念根源于最早期的希腊前苏格拉底哲学家的宇宙学推测，并对中世纪哲学和神学中产生了深远的影响。例如，托马斯·阿奎那就在《五路論證》中详细阐述了不动之动者。